# Paracydas occidentalis
Paracydas occidentalis is een vlinder uit de familie van de Eupterotidae. De wetenschappelijke naam van de soort is voor het eerst geldig gepubliceerd in 1932 door Rothschild.